# Гренада на Чемпіонаті світу з водних видів спорту 2015
Гренада взяла участь у Чемпіонаті світу з водних видів спорту 2015, який пройшов у Казані (Росія) від 24 липня до 9 серпня.

## Плавання
Гренадійські плавці виконали кваліфікаційні нормативи в дисциплінах, які наведено в таблиці (не більш як 2 плавці на одну дисципліну за часом нормативу A, і не більш як 1 плавець на одну дисципліну за часом нормативу B):
Чоловіки
| Спортсмен       | Дисципліна          | Попередній заплив | Попередній заплив | Півфінал        | Півфінал        | Фінал           | Фінал           |
| Спортсмен       | Дисципліна          | Час               | Місце             | Час             | Місце           | Час             | Місце           |
| --------------- | ------------------- | ----------------- | ----------------- | --------------- | --------------- | --------------- | --------------- |
| Корі Оллівєрр   | 50 м брасом         | 30.61             | 58                | Завершив виступ | Завершив виступ | Завершив виступ | Завершив виступ |
| Корі Оллівєрр   | 100 м брасом        | 1:08.39           | 69                | Завершив виступ | Завершив виступ | Завершив виступ | Завершив виступ |
| Керрі Оллів'єрр | 50 м вільним стилем | 25.37             | 78                | Завершив виступ | Завершив виступ | Завершив виступ | Завершив виступ |
| Керрі Оллів'єрр | 50 м на спині       | 30.42             | 62                | Завершив виступ | Завершив виступ | Завершив виступ | Завершив виступ |

Жінки
| Спортсменка      | Дисципліна   | Попередній заплив | Попередній заплив | Півфінал         | Півфінал         | Фінал            | Фінал            |
| Спортсменка      | Дисципліна   | Час               | Місце             | Час              | Місце            | Час              | Місце            |
| ---------------- | ------------ | ----------------- | ----------------- | ---------------- | ---------------- | ---------------- | ---------------- |
| Ореолува Черебін | 50 м брасом  | 35.39             | 55                | Завершила виступ | Завершила виступ | Завершила виступ | Завершила виступ |
| Ореолува Черебін | 100 м брасом | 1:21.06           | 63                | Завершила виступ | Завершила виступ | Завершила виступ | Завершила виступ |